# Островський Леонід Альфонсович
Леоні́д Альфо́нсович Остро́вський (латис. Leonīds Ostrovskis) (нар. 17 січня 1936, м. Рига, Латвія — пом. 16 квітня 2001, м. Київ, Україна) — радянський футболіст та тренер, виступав на позиції захисника. Майстер спорту СРСР (1959). Майстер спорту міжнародного класу (1966). Заслужений майстер спорту СРСР (1991). Учасник трьох чемпіонатів світу (1958, 1962, 1966).

## Біографія
Леонід Островський народився у Ризі. Жив із сім'єю в районі Московський форштат, котрий у повоєнні роки вважався найбільш криміногенним у місті. Батько загинув від травми, отриманої на заводі, коли Леонідові було всього вісім років. Хлопець у ранньому віці був змушений іти працювати слюсарем-збиральником на заводі «Гідрометприбор». Тим не менш, від бандитського оточення Островського врятував саме футбол. З 1948 року він займався в ДЮСШ ВЕФ, а через деякий час — в ДЮСШ «Даугава», грав у лінії нападу. Разом з юнаками «Даугави» виграв в 1953 році юнацьку першість СРСР з футболу. У фіналі, виграному з рахунком 5:3, Островського вперше було переведено в лінію оборони на лівий край (через травму основного гравця захисту).
У 1954 році Островського в числі інших восьми хлопців-переможців зарахували до основного складу «Даугави». В дебютному сезоні Леонід провів 29 ігор у складі ризького клубу.
26 квітня 1956 після календарної гри «Даугави» в Харкові захисник отримав запрошення Костянтина Бєскова перейти до стану московського «Торпедо». Основним аргументом для Островського стала можливість грати в збірній СРСР. Однак спочатку футболіст не потрапляв навіть до основи москвичів. Вперше Леонід вийшов на поле аж у другому колі. Незабаром клуб залишив Бєсков, а новий тренер Маслов одразу високо оцінив можливості гравця та довірив йому місце у основному складі. Кар'єра в «Торпедо» в Островського складалася дуже добре — був чемпіоном і призером національної першості, володарем та фіналістом Кубка СРСР. Однак саме життя в столиці було для нього незатишним.
У 1963 році Леонід Альфонсович зважується на перехід до київського «Динамо», що викликав негативну реакцію у керівників «Торпедо». Гравця обіцяли дискваліфікувати і майже півроку змусили не грати: Островський брав участь у матчах першості Києва та виступав у дублі «Динамо» під чужим прізвищем. Однак у підсумку конфлікт владнали, і захисник отримав право захищати кольори своєї нової команди.
У 1968 році через травму Островський був змушений завершити активні виступи та розпочати тренерську діяльність. Спочатку працював наставником у ДЮСШ «Динамо», потім очолив черкаський «Дніпро». Однак згодом все ж повернувся до роботи з дітьми, якою й займався аж до 1975 року, коли отримав запрошення від одного з грузинських клубів.
Після повернення до Києва розлучився з дружиною, почав пиячити. Коли не стало коштів на алкоголь, пішов працювати бригадиром вантажників на винзавод, від чого ситуація з пияцтвом лише погіршилася. Згодом, завдяки допомозі друзів влаштувався вантажником на тютюнову фабрику, а з часом отримав посаду начальника ділянки в РСУ. Наступним місцем роботи Островського стала майстерня при Києво-Печерській лаврі, де Леонід Альфонсович займався реставрацією пам'ятників.
Однак увесь цей час видатного футболіста тягнуло до улюбленої гри і у середині 90-х йому запропонували роботу інструктора у міськраді «Динамо», де Островський займався переважно роботою з паперами. Тоді ж він зустрів і жінку, що підтримала його у складний період та допомогла остаточно оговтатися після алкогольного полону. Руку допомоги протягнуло і керівництво футбольного клубу «Динамо», яке знову дозволило Леоніду Альфонсовичу працювати наставником юних футболістів у ДЮСШ.
16 квітня 2001 року Леонід Островський помер. Поховано його було на Байковому кладовищі.

### Виступи у збірній
Леоніда Островського було тричі включено до заявки збірної СРСР на чемпіонатах світу, однак у 1958 році він на полі жодного разу так і не з'явився. Дебютував захисник у складі головної команди країни 18 листопада 1961 року у матчі проти збірної Аргентини (1:2). Всього ж за збірну Островський провів 9 ігор. На чемпіонаті світу 1966 року провів дві гри та посів разом з командою четверте місце.
| 01. | 18.11.1961 | Аргентина | «Рівер Плейт», Буенос-Айрес      | Аргентина — СРСР      | 1-2 | Товариський матч         |  |
| 02. | 22.11.1961 | Чилі      | «Насьональ», Сантьяго            | Чилі — СРСР           | 0-1 | Товариський матч         |  |
| 03. | 29.11.1961 | Уругвай   | «Естадіо Сентенаріо», Монтевідео | Уругвай — СРСР        | 1-2 | Товариський матч         |  |
| 04. | 31.05.1962 | Чилі      | Стадіон імені Діттборна, Аріка   | Югославія — СРСР      | 0-2 | Фінальна частина ЧС-1962 |  |
| 05. | 03.06.1962 | Чилі      | Стадіон імені Діттборна, Аріка   | Колумбія — СРСР       | 4-4 | Фінальна частина ЧС-1962 |  |
| 06. | 06.06.1962 | Чилі      | Стадіон імені Діттборна, Аріка   | Уругвай — СРСР        | 1-2 | Фінальна частина ЧС-1962 |  |
| 07. | 10.06.1962 | Чилі      | Стадіон імені Діттборна, Аріка   | Чилі — СРСР           | 2-1 | Чвертьфінал ЧС-1962      |  |
| 08. | 12.07.1966 | Англія    | «Ейрсом Парк», Мідлсбро          | Північна Корея — СРСР | 0-3 | Фінальна частина ЧС-1966 |  |
| 09. | 20.07.1966 | Англія    | «Рокер Парк», Сандерленд         | Чилі — СРСР           | 1-2 | Чвертьфінал ЧС-1966      |  |

## Досягнення
Командні трофеї
- Чотириразовий чемпіон СРСР (1960,1966,1967,1968)
- Дворазовий срібний призер чемпіонату СРСР (1957,1961)
- Триразовий володар Кубка СРСР (1960,1964,1966)
- Дворазовий фіналіст Кубка СРСР (1958,1961)

Виступи у збірній
- Учасник трьох чемпіонатів світу (1958, 1962, 1966).

Особисті відзнаки
- Майстер спорту СРСР (1959)
- Майстер спорту міжнародного класу (1966)
- Заслужений майстер спорту СРСР (1991)
- Згідно з опитуванням газети «Український футбол» у 2001 році увійшов до символічної збірної України XX століття.
- У списках найкращих футболістів України (4): № 1 (1963,1964,1965,1966)